# Rika Muranaka
Rika Muranaka est une compositrice japonaise qui a composé, arrangé et chanté de nombreuses chansons pour la populaire série de jeux vidéo Metal Gear Solid de Konami.
Parmi ses compositions figurent Can't Say Goodbye to Yesterday (Metal Gear Solid 2: Sons of Liberty), The Best Is Yet to Come (Metal Gear Solid) et Don't Be Afraid (Metal Gear Solid 3: Snake Eater). Elle a également composé les chansons I Am the Wind pour Castlevania: Symphony of the Night et Esperándote pour le Silent Hill original.

## Source de la traduction
- (en) Cet article est partiellement ou en totalité issu de l’article de Wikipédia en anglais intitulé « Rika Muranaka » (voir la liste des auteurs).